# Avlaby
Avlaby eller Avla är en by i Gåsinge socken, vid Avlasjön i Gnesta kommun. 
Kring byn finns lämningar från framförallt bronsåldern och yngre järnålder. Byn skiftades under 1800-talet då sju gårdar flyttades ut. Byns västra delar brann ner i början av 1900-talet. Där finns flera välbevarade gårdar från 1930-talet.